# Maurizia Paradiso
Maurizia Paradiso (née le 25 juin 1955 à Milan) est une animatrice de télévision, une chanteuse et une ancienne actrice pornographique italienne.

## Biographie
Maurizia Paradiso naît à Milan, dans le quartier de Niguarda, le 25 juin 1955. Sa mère, Bruna Oliva, est une prostituée de dix-huit ans qui, au moment de la naissance de Maurizia, est mariée à Luigi Paradiso, un marchand de fruits et légumes de la capitale lombarde ; cependant, il n'y a aucune certitude quant à savoir qui est le vrai père. Maurizia, dans son autobiographie intitulée I travesti vanno in Paradiso (Les travestis vont au paradis), raconte qu'elle a eu une enfance très difficile, ayant grandi aux côtés de sa mère qui se prostituait.
Dès l'âge de six ans, elle subit des violences psychologiques, physiques et sexuelles de la part de ses camarades de classe et de ses professeurs. Sa mère va également lui demander d'abattre une rivale de rue, connue sous le nom de « la Tigresse ». Avec l'adolescence et la prise de conscience de sa transidentité, Maurizia commence à se produire en travestie dans des clubs milanais sous le pseudonyme de « Laura Kelly » et à cette période commence un traitement hormonal dans le cadre d'un processus de transition ; à l'âge de vingt-trois ans, elle subit une opération d'augmentation mammaire, qui a été suivie d'autres opérations, jusqu'au changement définitif de sexe et de nom le 31 octobre 1978.

### Succès dans les années 80 et 90
Au cours des années 1980, Maurizia Paradiso fait son entrée dans le monde du divertissement, grâce à son esprit et à son ironie. Sa première expérience cinématographique a été en 1986 le film Romance aux côtés de Walter Chiari et Luca Barbareschi, mais ce qui la rend célèbre ce sont les téléachats érotiques de Rete A (où elle lance son célèbre slogan « Amici de las noches ! ») et les programmes Colpo grosso, où elle succède à Umberto Smaila en 1991, Vizi privati, pubbliche visioni (1993-1994) et également la direction d'un Festival à Sanscemo en 1994. En 1993, elle fait également ses débuts en tant qu'actrice pornographique dans le film Le Secret de Maurizia, réalisé par Frank Simon et produit par Riccardo Schicchi. Dans les années suivantes, même si elle continue à travailler dans le domaine du téléachat, à réaliser quelques émissions sur des chaînes locales, à participer à des films pornographiques et au festival MiSex, la curiosité liée au personnage de Maurizia Paradiso s'estompe nettement.
Maurizia a été le visage et la voix des sex-shops italiens Magic America pendant des années[réf. nécessaire].

### Les années 2000 et la maladie
En 2007, Maurizia Paradiso publie son premier livre, une autobiographie intitulée Les travestis vont au paradis. Au printemps 2009, elle participe à l'émission Chiambretti Night sur Italia 1 au sein du segment Moana's Story, dans lequel est retracée l'histoire de son amie et collègue Moana Pozzi  ; au cours d'un des épisodes, un évanouissement de Paradiso fait sensation à la suite des aveux d'Antonio Di Cesco, époux de Pozzi . La même année, il participe pour la dernière fois au tournage d'un film pornographique, Les Secrets de Moana, la dernière œuvre du réalisateur Riccardo Schicchi , et sort deux singles intitulés Mi piace grosso et Tira.
En 2013, elle commence à travailler pour la chaîne de Padoue La9, où elle anime l'émission Calcio in topless, renouvelée pendant plusieurs saisons, et Sanremo rovinati, un reportage sur le Festival de Sanremo 2014. En 2014, Maurizia revient à Milan pour donner des concerts intitulés Maurizia chante Patty, un hommage à Patty Pravo qui retrace également la carrière de Maurizia.
En février 2015, Maurizia annonce qu'elle souffre de leucémie et est admise à l'hôpital San Gerardo de Monza. Elle explique avoir découvert la maladie après s'être sentie malade à plusieurs reprises pendant les enregistrements de l'émission Topless Soccer . Le 24 mai, l'émission Italia 1 Le Iene lui consacre un reportage, dans lequel Maurizia, depuis sa chambre d'hôpital, raconte en détail au public la maladie qui l'a frappe. Après huit mois de traitement, elle revient en tant qu'invitée du Village Gay de Rome le 26 septembre où, interviewée par Vladimir Luxuria, elle annonce qu'elle est guérie et prête à revenir à la télévision avec une nouvelle version de son émission historique Vizi Privati, diffusée à partir du 5 octobre pendant deux saisons sur Retebrescia.

## Programmes de télévision
- Magico mondo di notte (Rete A, 1986-1990)
- Colpo grosso (Italia 7, 1991-1992)
- Colpo di scena (Rete A, 1992)
- Vizi privati, pubbliche visioni (Lombardia 7, 1993-1994)
- 5º Festival de Sanscemo (Italia 9 Network, 1994)
- Buonanotte Italia (Retemia, 1994)
- Non solo noia (Telecampione, 1994-1995)
- TG Rosa (Odeon TV, 1997, invitée)
- Kitchen (MTV, 1999)
- Buoni e cattivi (Telelombardia, 2000-2001)
- Proposte indecenti (Primantenna, 2004-2005 ; La 9, 2013)
- Porca a porca (Telecampione, 2006)
- Baciami stupido (Sky 867, 2007-2008)
- Le Mauriziate (Sky 867, 2007-2008)
- Qualcosa di transverso (Sky 867, 2008)
- Chiambretti Night (Italia 1, 2009, invitée)
- Fiesta latina (7 Gold, 2012, invitée)
- Calcio in topless (La 9, 2013-2015)
- Sanremo rovinati (La 9, 2014)
- Vizi privati 2.0 (Retebrescia, 2015-2017)
- Vizi privati Sprint (Telemilano, 2017)
- Telefoni Erotici (La 9, 2019)

### Web TV
- 2007 : Temptation House (émission de télé-réalité sur le web, participante)
- 2021 : Baciami stupido (YouTube)

## Filmographie

### Films pornographique
- 1992 : Il segreto di Maurizia, réalisé par Frank Simon.
- 1993 : Donna d'onore - Femmina in calore, réalisé par Frank Simon.
- 1994 : Gran Bordello, réalisé par Frank Simon.
- 1997 : Indovina chi viene a cena?, réalisé par Marzio Tangeri.
- 1997 : Maurizia Connection.
- 2000 : Maurizia in paradiso, réalisé par Andrea Lucci.
- 2000 : Maurizia Superstar, réalisé par Andrea Lucci.
- 2000 : Fantastica Maurizia, réalisé par Andrea Lucci.
- 2000 : Ansia, réalisé par Marcus Dolby?
- 2001 : Stranaminchia.
- 2002 : Banana meccanica, réalisé par Marcus Dolby?.
- 2004 : Televendite, réalisé par Marcus Dolby.
- 2004 : Le trans cavalcate di Maurizia, réalisé par Marco Ferri.
- 2009 : I segreti di Moana, réalisé par Riccardo Schicchi.

### Films traditionnels
- 1986 : Romance, réalisé par Massimo Mazzucco.
- 1988 : Zanzibar, réalisé par Marco Mattolini, sitcom, 2 épisodes.
- 2004 : City Hunter : La Rose noire, doublage de la version italienne.

### Clip vidéo
- 1999 : Il primo giorno del mondo, Delta V (en).

## Discographie

### Album
- 1992 : Agitare prima dell'uso (sous le nom Maurizia de las noces).

### Singles
- 1990 : Dai dai dai (créditée Trans Girl).
- 2009 : Mi piace grosso
- 2009 : Tira

## Publications
- Maurizia Paradiso et Stefania Vitulli, I travestiti vanno in Paradiso, Aliberti editore, 2007  (ISBN 978-88-7424-282-5)